# Kevin Krawietz
Kevin Krawietz, né le 24 janvier 1992 à Cobourg, est un joueur de tennis allemand, professionnel depuis 2010.

## Carrière
Au cours de sa carrière junior, Kevin Krawietz a remporté le tournoi de Wimbledon en double avec Pierre-Hugues Herbert en 2009. Il s'est aussi imposé en simple à Offenbach, Berlin et Halle et a atteint la 8e place au classement ITF Junior en avril 2010.
En 2009, alors qu'il n'est pas classé à l'ATP, il obtient une invitation pour le tableau principal de l'ATP 500 de Hambourg où il perd en trois sets contre le tchèque Jan Hernych (6-0, 4-6, 6-3).
Kevin Krawietz obtient ses principaux succès en double. Il remporte son premier titre Challenger en 2015 avec Maximilian Marterer à Meknès. En 2016, il remporte quatre titres Challenger à Recanati, Kénitra, Eckental et Ortisei dont trois avec Albano Olivetti.
En 2018, il fait équipe avec Yannick Hanfmann et Andreas Mies et remporte sept titres Challenger à Panama, Mexico, Rome, Almaty, Gênes, Sibiu et Eckental et atteint les huitièmes de finale à Wimbledon, ce qui lui permet de monter dans le top 100 du classement ATP.
En 2019, il atteint les huitièmes de finale de l'Open d'Australie puis remporte son premier titre ATP avec Andreas Mies à Long Island en battant en finale Santiago González et Aisam-Ul-Haq Qureshi. Ils gagnent en juin leur 2e titre ensemble, cette fois-ci à Roland-Garros en battant en finale Jérémy Chardy et Fabrice Martin.
En 2020, ils remportent à nouveau le tournoi de Roland-Garros, décalé en septembre en raison de la pandémie de Covid-19, en battant en finale Mate Pavić et Bruno Soares.
En 2024, il remporte le Masters avec Tim Pütz.

## Palmarès

### Titres en double messieurs
| No | Date       | Nom et lieu du tournoi                 | Catégorie | Dotation     | Surface      | Partenaire     | Finalistes                             | Score              |          |
| -- | ---------- | -------------------------------------- | --------- | ------------ | ------------ | -------------- | -------------------------------------- | ------------------ | -------- |
| 1  | 11-02-2019 | New York Open Long Island              | ATP 250   | 694 995 $    | Dur (int.)   | Andreas Mies   | Santiago González Aisam-Ul-Haq Qureshi | 6-4, 7-5           | Parcours |
| 2  | 28-05-2019 | Roland-Garros Paris                    | G. Chelem | 20 060 000 € | Terre (ext.) | Andreas Mies   | Jérémy Chardy Fabrice Martin           | 6-2, 7-63          | Parcours |
| 3  | 14-10-2019 | European Open Anvers                   | ATP 250   | 635 750 €    | Dur (int.)   | Andreas Mies   | Rajeev Ram Joe Salisbury               | 7-61, 6-3          | Parcours |
| 4  | 27-09-2020 | Roland-Garros Paris                    | G. Chelem | 18 209 040 € | Terre (ext.) | Andreas Mies   | Mate Pavić Bruno Soares                | 6-3, 7-5           | Parcours |
| 5  | 26-04-2021 | BMW Open Munich                        | ATP 250   | 481 270 €    | Terre (ext.) | Wesley Koolhof | Sander Gillé Joran Vliegen             | 4-6, 6-4, [10-5]   | Parcours |
| 6  | 14-06-2021 | Noventi Open Halle                     | ATP 500   | 1 318 605 €  | Gazon (ext.) | Horia Tecău    | Félix Auger-Aliassime Hubert Hurkacz   | 7-64, 6-4          | Parcours |
| 7  | 18-04-2022 | Barcelona Open Banc Sabadell Barcelone | ATP 500   | 2 661 825 €  | Terre (ext.) | Andreas Mies   | Wesley Koolhof Neal Skupski            | 6-73, 7-65, [10-6] | Parcours |
| 8  | 25-04-2022 | BMW Open Munich                        | ATP 250   | 534 555 €    | Terre (ext.) | Andreas Mies   | Rafael Matos David Vega Hernández      | 4-6, 6-4, [10-7]   | Parcours |
| 9  | 24-07-2023 | Hamburg European Open Hambourg         | ATP 500   | 1 831 515 €  | Terre (ext.) | Tim Pütz       | Sander Gillé Joran Vliegen             | 7-64, 6-3          | Parcours |
| 10 | 15-07-2024 | Hamburg Open Hambourg                  | ATP 500   | 1 891 995 €  | Terre (ext.) | Tim Pütz       | Fabien Reboul Édouard Roger-Vasselin   | 7-68, 6-2          | Parcours |
| 11 | 10-11-2024 | Nitto ATP Finals Turin                 | Masters   | 15 250 000 $ | Dur (int.)   | Tim Pütz       | Marcelo Arévalo Mate Pavić             | 7-65, 7-66         | Parcours |

### Finales en double messieurs
| No | Date       | Nom et lieu du tournoi                            | Catégorie | Dotation     | Surface      | Vainqueurs                        | Partenaire   | Score              |          |
| -- | ---------- | ------------------------------------------------- | --------- | ------------ | ------------ | --------------------------------- | ------------ | ------------------ | -------- |
| 1  | 19-10-2020 | Bett1HULKS Championships Cologne                  | ATP 250   | 271 345 €    | Dur (int.)   | Raven Klaasen Ben McLachlan       | Andreas Mies | 6-2, 6-4           | Parcours |
| 2  | 01-03-2021 | ABN AMRO World Tennis Tournament Rotterdam        | ATP 500   | 1 314 015 €  | Dur (int.)   | Nikola Mektić Mate Pavić          | Horia Tecău  | 7-67, 6-2          | Parcours |
| 3  | 19-04-2021 | Barcelona Open Banc Sabadell Barcelone            | ATP 500   | 1 702 800 €  | Terre (ext.) | Juan Sebastián Cabal Robert Farah | Horia Tecău  | 6-4, 6-2           | Parcours |
| 4  | 12-07-2021 | Hamburg European Open Hambourg                    | ATP 500   | 1 030 900 €  | Terre (ext.) | Tim Pütz Michael Venus            | Horia Tecău  | 6-3, 6-73, [10-8]  | Parcours |
| 5  | 17-04-2023 | BMW Open by American Express Munich               | ATP 250   | 562 815 €    | Terre (ext.) | Alexander Erler Lucas Miedler     | Tim Pütz     | 6-3, 6-4           | Parcours |
| 6  | 12-06-2023 | BOSS Open Stuttgart                               | ATP 250   | 718 410 €    | Gazon (ext.) | Nikola Mektić Mate Pavić          | Tim Pütz     | 7-62, 6-3          | Parcours |
| 7  | 31-12-2023 | Brisbane International presented by Evie Brisbane | ATP 250   | 661 585 $    | Dur (ext.)   | Lloyd Glasspool Jean-Julien Rojer | Tim Pütz     | 7-63, 5-7, [12-10] | Parcours |
| 8  | 17-06-2024 | Terra Wortmann Open Halle                         | ATP 500   | 2 255 655 €  | Gazon (ext.) | Simone Bolelli Andrea Vavassori   | Tim Pütz     | 7-63, 7-65         | Parcours |
| 9  | 28-08-2024 | US Open Flushing Meadows                          | G. Chelem | 33 977 000 $ | Dur (ext.)   | Max Purcell Jordan Thompson       | Tim Pütz     | 6-4, 7-64          | Parcours |
| 10 | 06-01-2025 | Adelaide International Adélaïde                   | ATP 250   | 680 140 $    | Dur (ext.)   | Simone Bolelli Andrea Vavassori   | Tim Pütz     | 4-6, 7-64, [11-9]  | Parcours |
| 11 | 14-04-2025 | BMW Open Munich                                   | ATP 500   | 2 500 000 €  | Terre (ext.) | André Göransson Sem Verbeek       | Tim Pütz     | 6-4, 6-4           | Parcours |

## Parcours dans les tournois duGrand Chelem

### En double messieurs
| Année | Open d'Australie                                                                       | Open d'Australie                                                                    | Internationaux de France                                                          | Internationaux de France                                                           | Wimbledon                                                                            | Wimbledon                                                                                 | US Open | US Open |
| ----- | -------------------------------------------------------------------------------------- | ----------------------------------------------------------------------------------- | --------------------------------------------------------------------------------- | ---------------------------------------------------------------------------------- | ------------------------------------------------------------------------------------ | ----------------------------------------------------------------------------------------- | ------- | ------- |
| 2017  | —                                                                                      | —                                                                                   | —                                                                                 | —                                                                                  | 1er tour (1/32) I. Zelenay \|\| style="text-align:left;" \| Oliver Marach Mate Pavić | —                                                                                         | —       |         |
| 2018  | —                                                                                      | —                                                                                   | —                                                                                 | —                                                                                  | 1/8 de finale A. Mies \|\| style="text-align:left;" \| Mike Bryan Jack Sock          | 1er tour (1/32) M. Marterer \|\| style="text-align:left;" \| Simone Bolelli Fabio Fognini |         |         |
| 2019  | 1/8 de finale Nikola Mektić \|\| style="text-align:left;" \| Jamie Murray Bruno Soares | Victoire A. Mies                                                                    | Jérémy Chardy Fabrice Martin                                                      | 1er tour (1/32) A. Mies \|\| style="text-align:left;" \| M. Demoliner Divij Sharan | 1/2 finale A. Mies \|\| style="text-align:left;" \| M. Granollers H. Zeballos        |                                                                                           |         |         |
| 2020  | 1er tour (1/32) A. Mies \|\| style="text-align:left;" \| A. Bublik M. Kukushkin        | Victoire A. Mies                                                                    | Mate Pavić Bruno Soares                                                           | Annulé                                                                             | Annulé                                                                               | 1/8 de finale A. Mies \|\| style="text-align:left;" \| Rohan Bopanna D. Shapovalov        |         |         |
| 2021  | 2e tour (1/16) Y. Hanfmann \|\| style="text-align:left;" \| P.-H. Herbert N. Mahut     | 1/4 de finale H. Tecău \|\| style="text-align:left;" \| J.S. Cabal R. Farah         | 2e tour (1/16) H. Tecău \|\| style="text-align:left;" \| A. Göransson Casper Ruud | 1/4 de finale H. Tecău \|\| style="text-align:left;" \| Steve Johnson Sam Querrey  |                                                                                      |                                                                                           |         |         |
| 2022  | 1/8 de finale A. Mies \|\| style="text-align:left;" \| J. Peers F. Polášek             | 1er tour (1/32) A. Mies \|\| style="text-align:left;" \| L. Glasspool H. Heliövaara | 1/4 de finale A. Mies \|\| style="text-align:left;" \| N. Mektić M. Pavić         | 2e tour (1/16) A. Mies \|\| style="text-align:left;" \| R. Haase P. Oswald         |                                                                                      |                                                                                           |         |         |
| 2023  | —                                                                                      | —                                                                                   | 1/4 de finale T. Pütz \|\| style="text-align:left;" \| I. Dodig A. Krajicek       | 1/2 finale T. Pütz \|\| style="text-align:left;" \| M. Granollers H. Zeballos      | 1er tour (1/32) T. Pütz \|\| style="text-align:left;" \| G. Barrère Q. Halys         |                                                                                           |         |         |
| 2024  | 1/4 de finale T. Pütz \|\| style="text-align:left;" \| S. Bolelli A. Vavassori         | 1/8 de finale T. Pütz \|\| style="text-align:left;" \| M. Arévalo M. Pavić          | 1/4 de finale T. Pütz \|\| style="text-align:left;" \| M. Granollers H. Zeballos  | Finale T. Pütz                                                                     | M. Purcell J. Thompson                                                               |                                                                                           |         |         |

N.B. : le nom du partenaire se trouve sous le résultat ; le nom des ultimes adversaires se trouve à droite.

### En double mixte
| Année | Open d'Australie                                                                        | Open d'Australie                                                                 | Internationaux de France                                                           | Internationaux de France                                                        | Wimbledon                                                                             | Wimbledon | US Open | US Open |
| ----- | --------------------------------------------------------------------------------------- | -------------------------------------------------------------------------------- | ---------------------------------------------------------------------------------- | ------------------------------------------------------------------------------- | ------------------------------------------------------------------------------------- | --------- | ------- | ------- |
| 2019  | —                                                                                       | —                                                                                | —                                                                                  | —                                                                               | 1er tour (1/32) S. Santamaria \|\| style="text-align:left;" \| M. Adamczak P. Oswald  | —         | —       |         |
| 2020  | 1er tour (1/16) L. Hradecká \|\| style="text-align:left;" \| G. Dabrowski H. Kontinen   | Annulé                                                                           | Annulé                                                                             | Annulé                                                                          | Annulé                                                                                | Annulé    | Annulé  |         |
| 2021  | 1er tour (1/16) L. Siegemund \|\| style="text-align:left;" \| E. Shibahara B. McLachlan | —                                                                                | —                                                                                  | 1/2 finale K. Peschke \|\| style="text-align:left;" \| H. Dart J. Salisbury     | —                                                                                     | —         |         |         |
| 2022  | —                                                                                       | —                                                                                | 1/2 finale N. Melichar \|\| style="text-align:left;" \| U. Eikeri J. Vliegen       | 1er tour (1/16) N. Melichar \|\| style="text-align:left;" \| A. Krunić N. Čačić | 2e tour (1/8) N. Melichar \|\| style="text-align:left;" \| K. Flipkens Roger-Vasselin |           |         |         |
| 2023  | —                                                                                       | —                                                                                | 1er tour (1/16) N. Melichar \|\| style="text-align:left;" \| B. Andreescu M. Venus | 2e tour (1/8) Yang Z. \|\| style="text-align:left;" \| E. Perez M. Ebden        | 2e tour (1/8) Yang Z. \|\| style="text-align:left;" \| B. Strýcová S. González        |           |         |         |
| 2024  | 1/4 de finale N. Melichar \|\| style="text-align:left;" \| Hsieh S.-w. J. Zieliński     | —                                                                                | —                                                                                  | 1/8 de finale A. Panova \|\| style="text-align:left;" \| T. Townsend J. Murray  | —                                                                                     | —         |         |         |
| 2025  | 1/4 de finale E. Perez \|\| style="text-align:left;" \| K. Birrell J.P. Smith           | 1er tour (1/16) T. Babos \|\| style="text-align:left;" \| D. Krawczyk N. Skupski | 1er tour (1/16) E. Perez \|\| style="text-align:left;" \| A. Panova N. Lammons     | —                                                                               | —                                                                                     |           |         |         |

N.B. : le nom de la partenaire se trouve sous le résultat ; le nom des ultimes adversaires se trouve à droite.

## Participation auMasters

### En double
| Année | Ville                 | Surface    | Partenaire   | Résultats | Résultat final    |
| ----- | --------------------- | ---------- | ------------ | --------- | ----------------- |
| 2019  | Londres (O2 Arena)    | Dur indoor | Andreas Mies | 1v, 2d    | Éliminé en poules |
| 2020  | Londres (O2 Arena)    | Dur indoor | Andreas Mies | 1v, 2d    | Éliminé en poules |
| 2021  | Turin (Pala Alpitour) | Dur indoor | Horia Tecău  | 1v, 2d    | Éliminé en poules |
| 2024  | Turin (Pala Alpitour) | Dur indoor | Tim Pütz     | 4v, 1d    | Victoire          |

## Classements ATP en fin de saison
| Année          | 2009 | 2010 | 2011 | 2012 | 2013 | 2014 | 2015 | 2016 | 2017 | 2018 | 2019 | 2020 | 2021 | 2022 | 2023 | 2024 |
| Rang en simple | 1265 | 795  | 332  | 375  | 407  | 555  | 426  | 300  | 574  | 214  | 621  | 643  | 852  | –    | –    | –    |
| Rang en double | –    | 441  | 285  | 444  | 422  | 325  | 262  | 135  | 129  | 72   | 9    | 19   | 14   | 25   | 21   | 7    |

Source : (en) Classements de Kevin Krawietz sur le site officiel de la Fédération internationale de tennis